# Бібі (ромський культ)

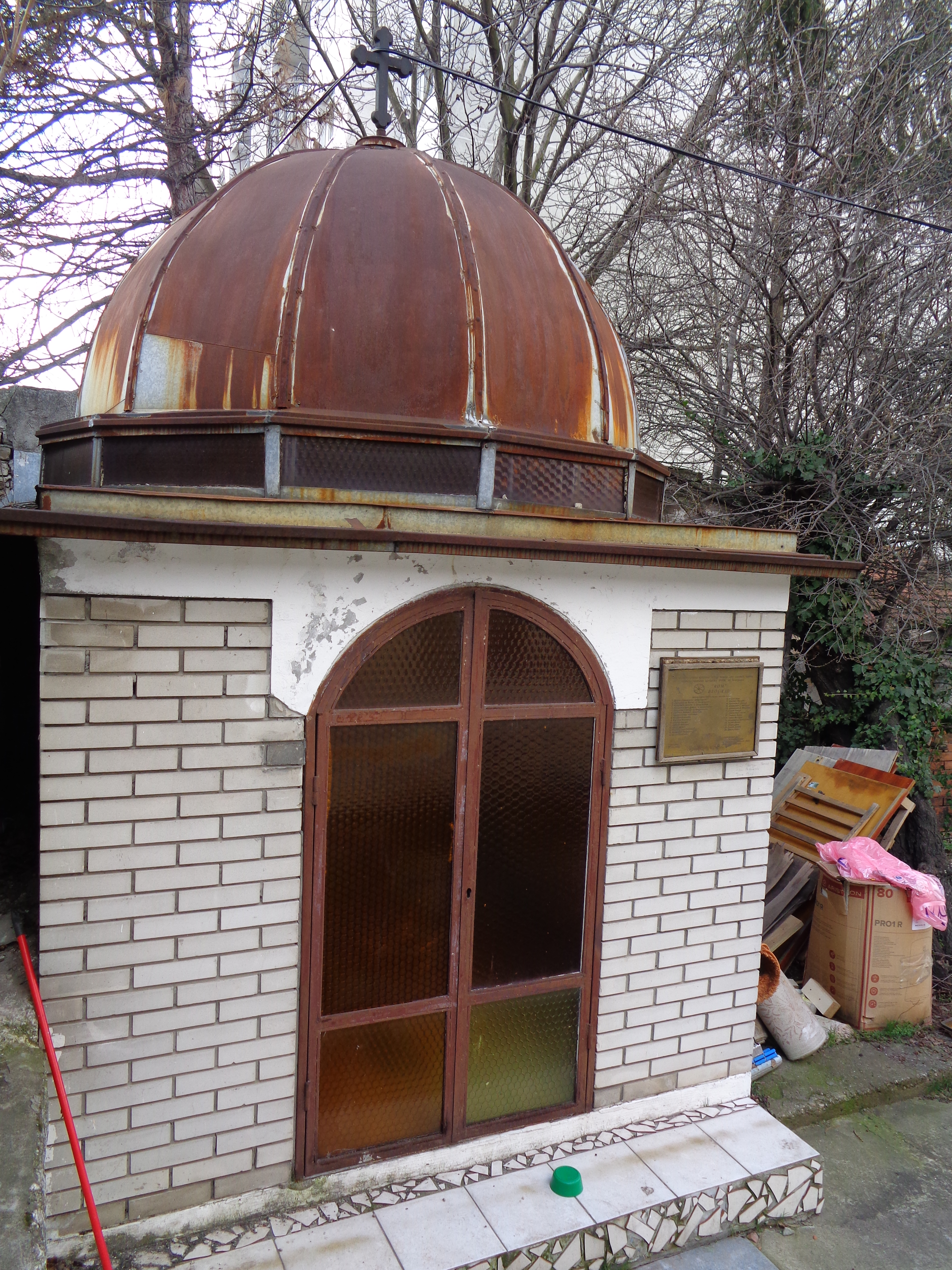
Каплиця Святої Бібі, Белград

День Бібі (День тітки) — це релігійне свято, яке відзначають більшість православних ромів і, меншою мірою, мусульманські роми з Балкан і в діаспорі. Бібі відзначають як цілительку та захисницю сім'ї та здоров'я дітей і є ромською версією індуїстської богині Шашті. У кожному регіоні своя дата свята; як пояснюється легендою, Бібі подорожувала в різні місця в різні дати і здійснювала зцілення. Дати свята пов'язані з Великоднім постом і тому є рухливими. У східно-православних святителях присутність священика є обов'язковою (хоча тітка Бібі є неканонізованою святою).

## Особливості культу
У різних культурних середовищах Бібі також називають цілителем Бібі або Бібіяку. На ромській мові «бібі» означає «тітка»; зменшувальне від якого «бібіорі». Свято тітоньки Бібі було внесено до Національного реєстру нематеріальної культурної спадщини Сербії у 2019 році.
Бібі — одне з небагатьох домашніх божеств ромської слави. Крім Бібі, багато ромських сімей святкують власне Славу (наприклад, Бабо Фінго в Какава), а також інші релігійні свята, такі як Великдень, Різдво та Байрам (Туреччина).
Бібі славлять як цілительку та захисницю родини, а насамперед як берегиню здоров'я дітей. Кожне місце або місто має свою особливу дату святкування, яка пояснюється легендою про тітку Бібі, яка прибула в різні місця в різні дати і зцілила. У деяких регіонах свято відзначається за чотири тижні до Страсної п'ятниці і визначається відповідно до Великодня, дня, коли Адам вчинив гріх і зірвав плоди з дерева пізнання добра і зла, тоді як деякі ромські сім'ї святкують Бібі у Страсну п'ятницю.
У своєму дослідженні 2004 року «Тітка Бібі — святкування Бібі в дзеркалі щоденної та сімейної преси за останні сто років» Драголюб Acković записав легенду про тітку Бібі, яка була записана в Сербії в тридцятих роках ХХ століття. Згідно з тим переказом, Бібія або Тетька в той час, коли панувала холера, ходила селом від дому до дому з двома своїми козами. Ніхто не хотів пускати її в дім, поки вона не з'явилася під дверима бідної сім'ї з шістьма дітьми. Вони поділилися з нею шматком хліба, і вона тієї ночі зцілила їхніх хворих дітей. Відтоді православні роми всього світу відзначають Бібі, молячись за здоров'я дітей.

## Історія
Белградські роми святкували тітку Бібі в середині ХІХ століття, хоча є твердження, що його святкували набагато раніше. Ромську покровительку відзначили бурхливим характером її шанувальників. У газетному повідомленні 1922 р. кажуть, що Бібія святкується в полі біля Чубурського потоку, біля огорожі з дерев'яним хрестом і новопосадженою акацією, замість попередньої груші, де також був пам'ятник «серб. герої-цигани, полеглі на війні 1912—1918 рр.»; також згадується, що минулого року була бійка. Місцем збору шанувальників Бібі став трактир «Смільєво». У белградській газеті «Время» від 11 Січень 1941 року Про святкування, організоване двома днями раніше, 9 числа, вийшов репортаж. січня, а автор цього тексту не підписаний:
… И ето, ти Цигани састали су се и приредили забаву, да се једном и они провеселе у свом кругу. Ту су они били у своме елементу. Само је њих неколико свирало. Остали су оставили код куће оно одело у којем забављају Београђане. Нису имали црна одела, ни беле, круте крагне. Али зато је ту био штимунг. Да су Београђани знали да Цигани приређују забаву, многи би дошли да виде оне који им врло често изнад глава свирају танане мелодије. … Целу забаву надледао је бивши цигански кмет, симпатични Мијајло Стевановић. На циганској забави било је и доста људи ван оквира њиховог соја. А на крају да рапортирамо — весеље је трајало до зоре!
У цьому репортажі також розповідається про атмосферу на святі. Корчма «Смільєво» була повна. Оскільки це був третій день Різдва, «скрізь була печеня, і були помічені ті, хто приносив м'ясо з дому і замовляв тільки випити». Чочека зіграла Цветанка Стоянович, а співала тодішня зірка Міка Глішич. Описуючи свято на честь свого покровителя, літописці також пишуть, як «струни скрипки тремтіли в їхніх руках, і диявольське знаряддя ожило»…

## Звичаї під час святкування в Сербії

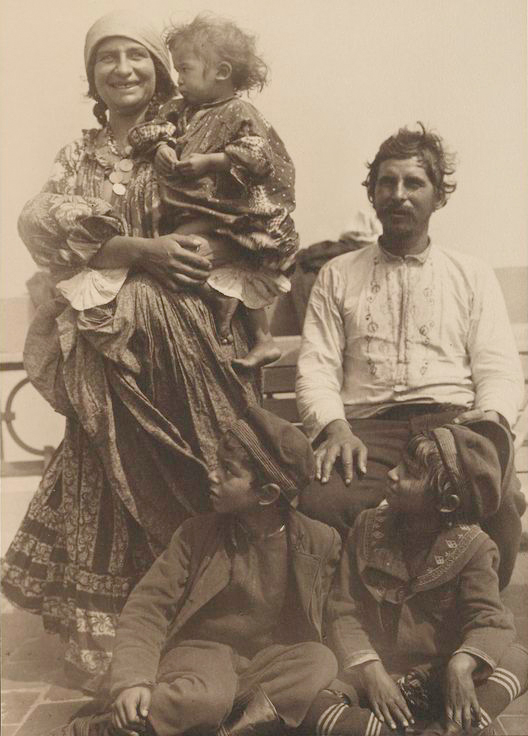
Ромська сім'я з Сербії (1905)

Представники ромської національності всіх поколінь, які проживають у більшості міст Сербії, сьогодні традиційно відзначають свято тітки Бібі. Святкування цього святого найбільше поширене в Центральній і Східній Сербії, Белграді та його околицях, а також у Косово та Метохії, а за словами Драголюба Ачковича, у Смедерево, Паланці, Трстеніку та Белграді. Тітку Бібі святкують колективно, так що всі роми збираються біля святого місця — зазвичай дерева або хреста, вони приносять святковий пиріг і їжу, а в деяких регіонах також подарунки для Бібі (гребінець, дзеркало та дитячий одяг), які вони розвішують. на святому дереві. У деяких містах гуляки збираються в ресторанах і готелях. Свято організовує господар Бібія, а присутність священика обов'язкова на святі, хоча тітка Бібія є неканонізованою святою. Кожне місце або місто має свою особливу дату святкування, яка пояснюється легендою про тітку Бібі, яка прибула в різні місця в різні дати і зцілила. Дати святкування цього ромського свята здебільшого пов'язані з днями Великоднього посту, а тому є змінними.
У день свята після служби в православному храмі роми йдуть хресним ходом від храму до будинку господаря свята, несучи калач і свічки і вигукуючи: « Здрастуй Бібійо!» " (Bibijako sostipe!). Усі славці приносять калачі та пісні страви, якими пригощатимуть гостей під рідним деревом, зазвичай грушею чи волоським горіхом. Під ялинкою визначають господаря наступного свята та вручають святковий пиріг. Раніше страву ставили на землю, а тепер пекар святкує під наметом, де всі роми міста святкують разом із ромською музикою. Після цього подають гарячий коньяк і їдять пісні страви, в першу чергу рибу і бобові, дотримуючись православних звичаїв. Відзначаючи Бібію, роми також прославляють квасолю, яка є основною стравою на пісній слов'янській софрі. Запаливши свічки, віряни збираються навколо рідного дерева і співають (своєю мовою) прості молитви з одного речення хором. Найпоширеніша молитва: «Дай нам тітко Бібіє здоров'я, дай нам квасолі», а також звучить молитва «Тітко Бібіє, дай хоч свого здоров'я нашим дітям».
У день святкування після богослужіння в православній церкві роми йдуть хресним ходом, несуть калач і свічки і вигукують: «За здоров'я Бібі (Тітки)!» (Романська: Bibijako sostipe!). Цим привітанням роми моляться за здоров'я всіх дітей. Кожен, хто святкує, приносить пиріг і пісні страви, щоб подати гостям під своїм рідним деревом, зазвичай грушею або волоським горіхом. Під ялинкою визначають господаря наступної слави та вручають паску. Його святкують піснями та танцями, а діти отримують пакунки з солодощами.
На святі присутність священика обов'язкова, хоча тітка Бібі є неканонізованою святою. У містах тітку Бібі відзначають у готелях чи ресторанах, але традиційне місце поклоніння відбувається навколо хреста або дерева, зазвичай навколо прикрашеної груші. Усі православні роми в Сербії святкують тітку Бібі, і це єдина справжня ромська слава, яку вони мають. Крім цього свята, у кожного є своє православне свято, а також інші релігійні свята, такі як Великдень і Різдво.
Чудотворна тітка Бібі народилася в 1929 році. отримав свою ікону. На іконі Бібія представлена як типова ромська жінка в оточенні дітей та інших ромських жінок, у характерному костюмі та з разюче великими сережками. У другому варіанті свята стоїть з розпростертими руками під грушею, а до неї підходить багато дітей. Ікона чудотворної Бібії користується великою пошаною, хоча небагато ромських будинків мають ікону святої покровительки.

### Святкування тітки Бібії в Белграді
Серед белградських ромів тітка Бібі відзначається спільно за чотири тижні до Страсної п'ятниці. У церквах запалюють свічки, святкують місце святкування, у присутності священика, який традиційно розламує великий славний калач, подають пісні страви, напої та солодощі. Традиційними є страви з риби та бобових.
Щороку господар ромської родини є господарем слави і кожного року слава передається наступному господарю. Його святкують піснями та танцями, а діти отримують повні пакети солодощів. Святкування розпочинається вже близько 11 ранку, а через дві години приходить священник, розрізає калача та відправляється перед наступним господарем — волонтером. Спів і «Отче наш» знаменують кінець перебування священика у славі. Як тільки молитва закінчується, всі вигукують привітання «Bibijako sastipe» і свято продовжується. Славу прийнято «відносити» в будинок нового господаря, де вона залишається 15-20 хвилин, а потім повертається. Після короткого відпочинку всі йдуть до парадної зали (або намету), де збирається все село і святкують до світанку. Під кінець свята господар з родиною проходить через зал, несучи три каструлі з запаленим вогнем. Кожен з гостей отримує трохи ладану, який потім кидає у вогонь, для здоров'я і щастя, особливо для дітей.
Неканонізована тітка Бібі є аналогом святої Параскеви. Сербські православні священики з тих місць центральної та східної Сербії, де культивується цей культ, беруть участь у святкуванні цієї ромської слави. Навіть у деяких муніципалітетах Белграда це святкування десятиліттями неможливо уявити без присутності священників і церковних ритуалів. Подібне відбувається в деяких селах Шумадії. 1940 рік Урочистість святої Бібії на вулиці господаря Вучича відзначалася за православним звичаєм зі священиком і розрізанням святкового торта. Для священників це ромське свято є пастирським викликом, в якому вони можуть відмовитися брати участь або, благаючи, заспівати загальний тропар святим того дня, коли розрізатимуть святковий пиріг.

## Святкування тітки Бібі в інших країнах
Тітка Бібія добре відома серед ромських громад у Чорногорії, а також у ширшому регіоні. Чергари в Чорногорії знають про неї, але вони не мають жодних ритуальних дій, пов'язаних з Бібією, тоді як роми мусульманської релігії відзначають її на своє свято Гісатедімі.
Багато дослідників пов'язують тітку Бібі з деякими іншими святими, яких шанують роми по всій Європі. Так, у Сербії Саня Златанович записав ром із Вранє , що навіть в Індії роми поважали культ богині Калі, яка була богинею гніву та гніву і якій приносили взимку жертви, а саме пернатих тварин від мусонів. Вони уявляли собі богиню Калі як жінку з пір'ям. Ця міфічна постать, про яку досі існують легенди серед ромів по всій Європі і яка має багато облич у різних середовищах, ще не до кінця досліджена. Дослідники ромського походження намагалися уніфікувати цей культ ромської святої жінки і поставити знак рівності трьом жіночим персонажам, які з'являються в різних місцях і в різний час. Це богиня Калі, християнська паломниця Сара ла Калі (Чорна Сара), яку шанують у Франції, і тітка Бібі. Серед ромів на Балканах найвідомішою є тітка Бібі, якій приписують чудодійну силу і яка асоціюється з Калі на основі однакових фізичних характеристик, тобто однакових уявлень та уявлень про її зовнішність у французьких і сербських ромів.

## Святкування Бібі в мусульманських громадах
Бібі добре відома серед мусульманських ромських громад на Балканах, а також у ширшому регіоні. Роми-мусульмани святкують його на своє свято Джісатедімі.
В етнографічній літературі немає достовірних відомостей про те, чи святкують мусульманські роми Бібіяко Дживе. За словами етнографа Александра Петровича, роми-мусульмани в Крушеваці (Сербія) перейняли свято Бібіяко Дживе від християнських ромів і святкують його в той же день, але вночі. Напередодні святого дня вони постять кілька днів, а святкування починається із заходом сонця. Драголюб Acković, автор двох монографій про Бібі (2004; 2010), також повідомляє, що етнографічна література не містить інформації про святкування Бібіяко Дживе мусульманськими ромами. Однак у монографії Acković 2010 року посилається на інформацію, зібрану серед ромів-мусульман з Прізрена, Урошеваца або Ферізаю (Косово) та Белграда (столиця Сербії), яка вказує на те, що ці мусульманські римські громади святкували Бібіяко Дживе заради захисту своїх дітей від хвороб, але що святкування культу Бібі триває цілий місяць, з 31 січня по 1 березня.

## Цікаві факти

### Струмок Бібі
У минулому, коли богемна частина Белграда була передмістям, по Скадарлії стікав невеликий струмок, джерело якого було біля сучасної будівлі Радіо Белграда. Після сильних дощів цей потік часто створював потік, який ніс ромів, які жили вниз за течією, до Дунаю. Тому й назвали струмок на честь своєї покровительки — струмок Бібія, щоб умилостивити його. Як і багато інших струмків у Белграді, цей давно потрапив у зливову каналізацію.

## Подальше читання
- Ćirković, Svetlana. Bibi and Bibijako Djive in Serbia. Project Education of Roma Children in Europe. Процитовано 19 березня 2020.